# Sposób rozpadu
Sposób rozpadu – typ reakcji jądrowej określającej sposób samoistnego przekształcenia się nietrwałego jądra atomowego. Kryterium podziału są produkty emitowane w wyniku przemiany:
- rozpad alfa (α): produktem rozpadu jest cząstka alfa (jądro atomu helu) oraz nowe jądro atomowe
- rozpad typu beta
  - rozpad beta minus (β−): produktem rozpadu jest cząstka beta, czyli (elektron) oraz nowe jądro atomowe
  - rozpad beta plus (β+): produktem rozpadu jest antyelektron oraz nowe jądro
  - wychwyt elektronu: przemiana jądra następuje poprzez wychwycenie przez jądro atomowe elektronu z powłok elektronowych
- rozszczepienie jądra: jądro rozpada się – samorzutnie lub w wyniku pochłonięcia neutronu – na dwa fragmenty i kilka neutronów.

Sposób rozpadu jest charakterystyczny dla danego izotopu, większość izotopów rozpada się w jeden określony sposób, niektóre na kilka sposobów. 